# Вулька-Червінська
Вулька-Червінська (пол. Wólka Czerwińska) — село в Польщі, у гміні Червін Остроленцького повіту Мазовецького воєводства.
Населення — 46 осіб (2011).
У 1975-1998 роках село належало до Остроленцького воєводства.

## Демографія
Демографічна структура станом на 31 березня 2011 року:
|          | Загалом | Допрацездатний вік | Працездатний вік | Постпрацездатний вік |
| -------- | ------- | ------------------ | ---------------- | -------------------- |
| Чоловіки | 27      | 5                  | 17               | 5                    |
| Жінки    | 19      | 3                  | 10               | 6                    |
| Разом    | 46      | 8                  | 27               | 11                   |